# Campionato mondiale maschile di pallavolo 2018
Il campionato mondiale di pallavolo maschile 2018 si è svolto dal 9 al 30 settembre 2018 a Bari, Bologna, Firenze, Milano, Roma e Torino, in Italia, e a Ruse, Sofia e Varna, in Bulgaria: al torneo hanno partecipato ventiquattro squadre nazionali e la vittoria finale è andata per la terza volta, la seconda consecutiva, alla Polonia.

## Scelta della sede
L'unica candidatura per l'organizzazione del campionato mondiale 2018 è stata presentata congiuntamente da Italia e Bulgaria: il 9 dicembre 2015 l'assemblea generale della FIVB ha assegnato l'organizzazione della manifestazione ai due paesi.

## Qualificazioni
Al torneo hanno partecipato: le due nazionali dei paesi organizzatori, la prima classificata al campionato mondiale 2014, tre nazionali africane, tutte qualificate tramite il campionato continentale 2017, cinque nazionali nordamericane, tre qualificate tramite il campionato continentale 2017 e due qualificate tramite i gironi di qualificazione, due nazionali sudamericane, una qualificata tramite il campionato continentale 2017 e una qualificata tramite i gironi di qualificazione, quattro nazionali asiatiche e oceaniane, tutte qualificate tramite i gironi di qualificazione, e sette nazionali europee, tutte qualificate tramite i gironi di qualificazione.

## Impianti
|                                                                           |                                                                               |                                                                                        |
|                                                                           |                                                                               |                                                                                        |
| Mediolanum Forum Città: Assago Capienza: 12 657 Anno d'apertura: 1990     | PalaFlorio Città: Bari Capienza: 5 080 Anno d'apertura: 1991                  | PalaDozza Città: Bologna Capienza: 5 570 Anno d'apertura: 1956                         |
|                                                                           |                                                                               |                                                                                        |
| Nelson Mandela Forum Città: Firenze Capienza: 7 500 Anno d'apertura: 1985 | Stadio Centrale del Tennis Città: Roma Capienza: 11 000 Anno d'apertura: 2010 | Palasport Olimpico Città: Torino Capienza: 15 657 Anno d'apertura: 2005                |
|                                                                           |                                                                               |                                                                                        |
| Bulstrad Arena Città: Ruse Capienza: 5 100 Anno d'apertura: 2015          | Arena Armeec Città: Sofia Capienza: 12 500 Anno d'apertura: 2011              | Palazzo della cultura e dello sport Città: Varna Capienza: 5 000 Anno d'apertura: 1968 |

## Regolamento

### Formula
Le ventiquattro squadre sono state suddivise in quattro gironi da sei squadre, due giocati in Italia e due in Bulgaria; le prime quattro classificate di ogni girone accedono alla seconda fase.
La seconda fase prevede quattro gironi da quattro squadre, anch'essi giocati due in Italia e due in Bulgaria; la classifica viene stilata considerando anche i risultati ottenuti nella prima fase. Passano alla fase successiva le prime classificate di ogni girone, la migliore seconda tra i gironi disputati in Italia e la migliore seconda tra i gironi disputati in Bulgaria.
Le sei squadre rimanenti vengono divise, tramite sorteggio, in due gironi da tre squadre; le prime due classificate si qualificano per le semifinali.

### Criteri di classifica
Se il risultato finale è stato di 3-0 o 3-1 sono stati assegnati 3 punti alla squadra vincente e 0 a quella sconfitta, se il risultato finale è stato di 3-2 sono stati assegnati 2 punti alla squadra vincente e 1 a quella sconfitta.
L'ordine del posizionamento in classifica è stato definito in base a:
- Numero di partite vinte;
- Punti;
- Ratio dei set vinti/persi;
- Ratio dei punti realizzati/subiti;
- Risultati degli scontri diretti.

## Squadre partecipanti
| Squadra         | Qualificazione                                                 | Ultima partecipazione |
| --------------- | -------------------------------------------------------------- | --------------------- |
| Argentina       | 1ª al torneo di qualificazione sudamericano                    | Polonia 2014          |
| Australia       | 2ª al torneo di qualificazione asiatico e oceaniano (girone B) | Polonia 2014          |
| Belgio          | 1ª al torneo di qualificazione europeo (girone G)              | Polonia 2014          |
| Brasile         | 1ª al campionato sudamericano 2017                             | Polonia 2014          |
| Bulgaria        | Paese organizzatore                                            | Polonia 2014          |
| Camerun         | 3ª al campionato africano 2017                                 | Polonia 2014          |
| Canada          | 3ª al campionato nordamericano 2017                            | Polonia 2014          |
| Cina            | 2ª al torneo di qualificazione asiatico e oceaniano (girone A) | Polonia 2014          |
| Cuba            | 2ª al torneo di qualificazione nordamericano                   | Polonia 2014          |
| Egitto          | 2ª al campionato africano 2017                                 | Polonia 2014          |
| Finlandia       | 1ª al torneo di qualificazione europeo (girone F)              | Polonia 2014          |
| Francia         | 1ª al torneo di qualificazione europeo (girone A)              | Polonia 2014          |
| Giappone        | 1ª al torneo di qualificazione asiatico e oceaniano (girone B) | Italia 2010           |
| Iran            | 1ª al torneo di qualificazione asiatico e oceaniano (girone A) | Polonia 2014          |
| Italia          | Paese organizzatore                                            | Polonia 2014          |
| Paesi Bassi     | 1ª al torneo di qualificazione europeo (girone B)              | Argentina 2002        |
| Polonia         | 1ª al campionato mondiale 2014                                 | Polonia 2014          |
| Porto Rico      | 1ª al torneo di qualificazione nordamericano                   | Polonia 2014          |
| Rep. Dominicana | 2ª al campionato nordamericano 2017                            | Messico 1974          |
| Russia          | 1ª al torneo di qualificazione europeo (girone D)              | Polonia 2014          |
| Serbia          | 1ª al torneo di qualificazione europeo (girone E)              | Polonia 2014          |
| Slovenia        | 1ª al torneo di qualificazione europeo (girone C)              | Debutto               |
| Stati Uniti     | 1ª al campionato nordamericano 2017                            | Polonia 2014          |
| Tunisia         | 1ª al campionato africano 2017                                 | Polonia 2014          |

## Torneo

### Prima fase
I gironi sono stati sorteggiati il 30 novembre 2017 all'interno del Salone dei Cinquecento di Palazzo Vecchio a Firenze.
| Girone A        | Girone B    | Girone C    | Girone D   |
| --------------- | ----------- | ----------- | ---------- |
| Argentina       | Brasile     | Australia   | Bulgaria   |
| Belgio          | Canada      | Camerun     | Cuba       |
| Giappone        | Cina        | Russia      | Finlandia  |
| Italia          | Egitto      | Serbia      | Iran       |
| Rep. Dominicana | Francia     | Stati Uniti | Polonia    |
| Slovenia        | Paesi Bassi | Tunisia     | Porto Rico |

#### Girone A

##### Risultati
| 9 settembre 2018 Stadio Centrale del Tennis, Roma Durata: 1h:30 - Spettatori: 11 170 | Italia          | 3 - 0 | Giappone        | 25-20, 25-21, 25-23               |
| 12 settembre 2018 Nelson Mandela Forum, Firenze Durata: 1h:45 - Spettatori: 650      | Rep. Dominicana | 1 - 3 | Slovenia        | 25-22, 13-25, 13-25, 17-25        |
| 12 settembre 2018 Nelson Mandela Forum, Firenze Durata: 1h:44 - Spettatori: 1 485    | Belgio          | 3 - 1 | Argentina       | 25-19, 25-19, 22-25, 25-19        |
| 13 settembre 2018 Nelson Mandela Forum, Firenze Durata: 1h:16 - Spettatori: 2 813    | Rep. Dominicana | 0 - 3 | Giappone        | 20-25, 16-25, 16-25               |
| 13 settembre 2018 Nelson Mandela Forum, Firenze Durata: 1h:30 - Spettatori: 7 500    | Italia          | 3 - 0 | Belgio          | 25-20, 25-17, 25-16               |
| 14 settembre 2018 Nelson Mandela Forum, Firenze Durata: 1h:50 - Spettatori: 728      | Giappone        | 1 - 3 | Slovenia        | 20-25, 25-22, 20-25, 13-25        |
| 14 settembre 2018 Nelson Mandela Forum, Firenze Durata: 1h:16 - Spettatori: 949      | Argentina       | 3 - 0 | Rep. Dominicana | 26-24, 25-15, 25-15               |
| 15 settembre 2018 Nelson Mandela Forum, Firenze Durata: 2h:20 - Spettatori: 5 815    | Belgio          | 2 - 3 | Slovenia        | 25-22, 25-21, 19-25, 23-25, 13-15 |
| 15 settembre 2018 Nelson Mandela Forum, Firenze Durata: 2h:03 - Spettatori: 8 260    | Italia          | 3 - 1 | Argentina       | 22-25, 25-15, 25-23, 28-26        |
| 16 settembre 2018 Nelson Mandela Forum, Firenze Durata: 1h:46 - Spettatori: 4 250    | Giappone        | 1 - 3 | Belgio          | 25-14, 23-25, 14-25, 19-25        |
| 16 settembre 2018 Nelson Mandela Forum, Firenze Durata: 1h:14 - Spettatori: 7 500    | Rep. Dominicana | 0 - 3 | Italia          | 12-25, 18-25, 15-25               |
| 17 settembre 2018 Nelson Mandela Forum, Firenze Durata: 1h:06 - Spettatori: 670      | Belgio          | 3 - 0 | Rep. Dominicana | 25-18, 25-13, 25-17               |
| 17 settembre 2018 Nelson Mandela Forum, Firenze Durata: 2h:19 - Spettatori: 1 525    | Argentina       | 3 - 2 | Slovenia        | 25-18, 22-25, 27-29, 25-17, 15-13 |
| 18 settembre 2018 Nelson Mandela Forum, Firenze Durata: 2h:21 - Spettatori: 6 125    | Giappone        | 3 - 2 | Argentina       | 26-24, 20-25, 30-32, 25-20, 15-13 |
| 18 settembre 2018 Nelson Mandela Forum, Firenze Durata: 2h:04 - Spettatori: 8 330    | Italia          | 3 - 1 | Slovenia        | 23-25, 25-19, 25-13, 25-18        |

##### Classifica
| Pos | Squadra         | Pt | G | V | P | SV | SP | Ratio | PF  | PS  | Ratio |
| --- | --------------- | -- | - | - | - | -- | -- | ----- | --- | --- | ----- |
| 1.  | Italia          | 15 | 5 | 5 | 0 | 15 | 2  | 7,500 | 423 | 326 | 1,297 |
| 2.  | Belgio          | 10 | 5 | 3 | 2 | 11 | 8  | 1,375 | 419 | 394 | 1,063 |
| 3.  | Slovenia        | 9  | 5 | 3 | 2 | 12 | 10 | 1,200 | 479 | 463 | 1,034 |
| 4.  | Argentina       | 6  | 5 | 2 | 3 | 10 | 11 | 0,909 | 475 | 469 | 1,012 |
| 5.  | Giappone        | 5  | 5 | 2 | 3 | 8  | 11 | 0,727 | 414 | 427 | 0,969 |
| 6.  | Rep. Dominicana | 0  | 5 | 0 | 5 | 1  | 15 | 0,066 | 267 | 398 | 0,670 |

#### Girone B

##### Risultati
| 12 settembre 2018 Bulstrad Arena, Ruse Durata: 1h:18 - Spettatori: 700   | Francia     | 3 - 0 | Cina        | 25-20, 25-21, 25-17               |
| 12 settembre 2018 Bulstrad Arena, Ruse Durata: 1h:24 - Spettatori: 1 100 | Paesi Bassi | 0 - 3 | Canada      | 15-25, 23-25, 18-25               |
| 12 settembre 2018 Bulstrad Arena, Ruse Durata: 1h:23 - Spettatori: 850   | Brasile     | 3 - 0 | Egitto      | 25-17, 25-22, 25-20               |
| 13 settembre 2018 Bulstrad Arena, Ruse Durata: 1h:41 - Spettatori: 500   | Egitto      | 0 - 3 | Canada      | 25-27, 28-30, 19-25               |
| 13 settembre 2018 Bulstrad Arena, Ruse Durata: 2h:10 - Spettatori: 4 900 | Brasile     | 3 - 2 | Francia     | 25-20, 25-20, 21-25, 23-25, 15-12 |
| 14 settembre 2018 Bulstrad Arena, Ruse Durata: 1h:40 - Spettatori: 500   | Cina        | 1 - 3 | Paesi Bassi | 21-25, 13-25, 25-23, 13-25        |
| 14 settembre 2018 Bulstrad Arena, Ruse Durata: 1h:18 - Spettatori: 800   | Francia     | 3 - 0 | Egitto      | 25-22, 25-23, 25-16               |
| 15 settembre 2018 Bulstrad Arena, Ruse Durata: 1h:56 - Spettatori: 450   | Canada      | 3 - 1 | Cina        | 25-22, 25-19, 21-25, 25-23        |
| 15 settembre 2018 Bulstrad Arena, Ruse Durata: 1h:54 - Spettatori: 3 953 | Paesi Bassi | 3 - 1 | Brasile     | 21-25, 25-20, 25-20, 25-21        |
| 16 settembre 2018 Bulstrad Arena, Ruse Durata: 1h:55 - Spettatori: 450   | Cina        | 1 - 3 | Egitto      | 26-28, 24-26, 25-17, 21-25        |
| 16 settembre 2018 Bulstrad Arena, Ruse Durata: 2h:06 - Spettatori: 2 050 | Paesi Bassi | 3 - 2 | Francia     | 23-25, 19-25, 25-21, 25-23, 15-13 |
| 17 settembre 2018 Bulstrad Arena, Ruse Durata: 1h:46 - Spettatori: 3 350 | Egitto      | 1 - 3 | Paesi Bassi | 18-25, 21-25, 25-23, 16-25        |
| 17 settembre 2018 Bulstrad Arena, Ruse Durata: 1h:53 - Spettatori: 2 800 | Brasile     | 3 - 1 | Canada      | 25-22, 19-25, 25-23, 25-18        |
| 18 settembre 2018 Bulstrad Arena, Ruse Durata: 1h:23 - Spettatori: 750   | Cina        | 0 - 3 | Brasile     | 21-25, 22-25, 17-25               |
| 18 settembre 2018 Bulstrad Arena, Ruse Durata: 1h:45 - Spettatori: 2 150 | Canada      | 1 - 3 | Francia     | 22-25, 21-25, 25-22, 17-25        |

##### Classifica
| Pos | Squadra     | Pt | G | V | P | SV | SP | Ratio | PF  | PS  | Ratio |
| --- | ----------- | -- | - | - | - | -- | -- | ----- | --- | --- | ----- |
| 1.  | Brasile     | 11 | 5 | 4 | 1 | 13 | 6  | 2,166 | 439 | 405 | 1,083 |
| 2.  | Paesi Bassi | 11 | 5 | 4 | 1 | 12 | 8  | 1,500 | 455 | 420 | 1,083 |
| 3.  | Francia     | 11 | 5 | 3 | 2 | 13 | 7  | 1,857 | 456 | 420 | 1,085 |
| 4.  | Canada      | 9  | 5 | 3 | 2 | 11 | 7  | 1,571 | 426 | 408 | 1,044 |
| 5.  | Egitto      | 3  | 5 | 1 | 4 | 4  | 13 | 0,307 | 368 | 426 | 0,863 |
| 6.  | Cina        | 0  | 5 | 0 | 5 | 3  | 15 | 0,200 | 375 | 440 | 0,852 |

#### Girone C

##### Risultati
| 12 settembre 2018 PalaFlorio, Bari Durata: 1h:31 - Spettatori: 1 200 | Camerun     | 3 - 0 | Tunisia     | 25-20, 28-26, 25-21               |
| 12 settembre 2018 PalaFlorio, Bari Durata: 1h:19 - Spettatori: 2 000 | Australia   | 0 - 3 | Russia      | 21-25, 20-25, 16-25               |
| 12 settembre 2018 PalaFlorio, Bari Durata: 2h:14 - Spettatori: 3 150 | Stati Uniti | 3 - 2 | Serbia      | 15-25, 25-14, 21-25, 25-20, 15-10 |
| 13 settembre 2018 PalaFlorio, Bari Durata: 2h:20 - Spettatori: 600   | Australia   | 2 - 3 | Stati Uniti | 23-25, 20-25, 25-22, 25-23, 10-15 |
| 13 settembre 2018 PalaFlorio, Bari Durata: 1h:23 - Spettatori: 725   | Camerun     | 0 - 3 | Serbia      | 28-30, 16-25, 17-25               |
| 14 settembre 2018 PalaFlorio, Bari Durata: 1h:47 - Spettatori: 425   | Australia   | 3 - 1 | Camerun     | 21-25, 25-17, 25-22, 25-20        |
| 14 settembre 2018 PalaFlorio, Bari Durata: 1h:14 - Spettatori: 550   | Russia      | 3 - 0 | Tunisia     | 25-19, 25-6, 25-19                |
| 15 settembre 2018 PalaFlorio, Bari Durata: 1h:51 - Spettatori: 5 000 | Serbia      | 3 - 1 | Tunisia     | 20-25, 25-20, 25-21, 25-20        |
| 15 settembre 2018 PalaFlorio, Bari Durata: 1h:58 - Spettatori: 5 000 | Stati Uniti | 3 - 1 | Russia      | 25-23, 20-25, 25-23, 25-20        |
| 16 settembre 2018 PalaFlorio, Bari Durata: 1h:19 - Spettatori: 1 450 | Camerun     | 0 - 3 | Stati Uniti | 18-25, 20-25, 14-25               |
| 16 settembre 2018 PalaFlorio, Bari Durata: 1h:46 - Spettatori: 2 000 | Serbia      | 3 - 1 | Australia   | 25-20, 21-25, 25-17, 25-19        |
| 17 settembre 2018 PalaFlorio, Bari Durata: 1h:24 - Spettatori: 450   | Russia      | 3 - 0 | Camerun     | 25-16, 30-28, 25-15               |
| 17 settembre 2018 PalaFlorio, Bari Durata: 1h:36 - Spettatori: 450   | Australia   | 3 - 1 | Tunisia     | 16-25, 25-17, 25-19, 25-16        |
| 18 settembre 2018 PalaFlorio, Bari Durata: 1h:12 - Spettatori: 1 600 | Stati Uniti | 3 - 0 | Tunisia     | 25-12, 25-18, 25-13               |
| 18 settembre 2018 PalaFlorio, Bari Durata: 2h:22 - Spettatori: 3 400 | Serbia      | 3 - 2 | Russia      | 25-21, 24-26, 25-17, 22-25, 15-12 |

##### Classifica
| Pos | Squadra     | Pt | G | V | P | SV | SP | Ratio | PF  | PS  | Ratio |
| --- | ----------- | -- | - | - | - | -- | -- | ----- | --- | --- | ----- |
| 1.  | Stati Uniti | 13 | 5 | 5 | 0 | 15 | 5  | 3,000 | 456 | 383 | 1,190 |
| 2.  | Serbia      | 12 | 5 | 4 | 1 | 14 | 7  | 2,000 | 476 | 430 | 1,106 |
| 3.  | Russia      | 10 | 5 | 3 | 2 | 12 | 6  | 2,000 | 422 | 366 | 1,153 |
| 4.  | Australia   | 7  | 5 | 2 | 3 | 9  | 11 | 0,818 | 428 | 442 | 0,968 |
| 5.  | Camerun     | 3  | 5 | 1 | 4 | 4  | 12 | 0,333 | 334 | 398 | 0,839 |
| 6.  | Tunisia     | 0  | 5 | 0 | 5 | 2  | 15 | 0,133 | 317 | 414 | 0,765 |

#### Girone D

##### Risultati
| 9 settembre 2018 Palazzo della cultura e dello sport, Varna Durata: 1h:25 - Spettatori: 4 850  | Bulgaria   | 3 - 0 | Finlandia  | 25-21, 25-19, 25-22               |
| 12 settembre 2018 Palazzo della cultura e dello sport, Varna Durata: 1h:17 - Spettatori: 400   | Iran       | 3 - 0 | Porto Rico | 25-19, 25-14, 25-18               |
| 12 settembre 2018 Palazzo della cultura e dello sport, Varna Durata: 1h:40 - Spettatori: 3 150 | Cuba       | 1 - 3 | Polonia    | 18-25, 19-25, 25-21, 14-25        |
| 13 settembre 2018 Palazzo della cultura e dello sport, Varna Durata: 1h:16 - Spettatori: 1 860 | Porto Rico | 0 - 3 | Polonia    | 14-25, 12-25, 15-25               |
| 13 settembre 2018 Palazzo della cultura e dello sport, Varna Durata: 1h:55 - Spettatori: 4 870 | Iran       | 3 - 1 | Bulgaria   | 25-22, 25-20, 22-25, 25-19        |
| 14 settembre 2018 Palazzo della cultura e dello sport, Varna Durata: 1h:48 - Spettatori: 2 230 | Finlandia  | 3 - 1 | Cuba       | 25-19, 25-19, 20-25, 25-16        |
| 14 settembre 2018 Palazzo della cultura e dello sport, Varna Durata: 1h:20 - Spettatori: 2 180 | Bulgaria   | 3 - 0 | Porto Rico | 25-16, 25-18, 25-21               |
| 15 settembre 2018 Palazzo della cultura e dello sport, Varna Durata: 1h:48 - Spettatori: 1 080 | Cuba       | 1 - 3 | Iran       | 25-17, 18-25, 22-25, 19-25        |
| 15 settembre 2018 Palazzo della cultura e dello sport, Varna Durata: 1h:54 - Spettatori: 3 240 | Polonia    | 3 - 1 | Finlandia  | 25-20, 26-28, 25-16, 25-15        |
| 16 settembre 2018 Palazzo della cultura e dello sport, Varna Durata: 2h:29 - Spettatori: 2 360 | Porto Rico | 2 - 3 | Finlandia  | 19-25, 23-25, 29-27, 25-21, 10-15 |
| 16 settembre 2018 Palazzo della cultura e dello sport, Varna Durata: 1h:18 - Spettatori: 4 930 | Cuba       | 0 - 3 | Bulgaria   | 22-25, 16-25, 18-25               |
| 17 settembre 2018 Palazzo della cultura e dello sport, Varna Durata: 1h:58 - Spettatori: 230   | Cuba       | 3 - 1 | Porto Rico | 25-15, 22-25, 25-21, 25-17        |
| 17 settembre 2018 Palazzo della cultura e dello sport, Varna Durata: 1h:25 - Spettatori: 3 580 | Iran       | 0 - 3 | Polonia    | 21-25, 20-25, 22-25               |
| 18 settembre 2018 Palazzo della cultura e dello sport, Varna Durata: 2h:20 - Spettatori: 1 860 | Finlandia  | 2 - 3 | Iran       | 19-25, 25-22, 25-23, 23-25, 12-15 |
| 18 settembre 2018 Palazzo della cultura e dello sport, Varna Durata: 2h:00 - Spettatori: 5 560 | Bulgaria   | 1 - 3 | Polonia    | 14-25, 25-23, 22-25, 23-25        |

##### Classifica
| Pos | Squadra    | Pt | G | V | P | SV | SP | Ratio | PF  | PS  | Ratio |
| --- | ---------- | -- | - | - | - | -- | -- | ----- | --- | --- | ----- |
| 1.  | Polonia    | 15 | 5 | 5 | 0 | 15 | 3  | 5,000 | 445 | 343 | 1,297 |
| 2.  | Iran       | 11 | 5 | 4 | 1 | 12 | 7  | 1,714 | 437 | 400 | 1,092 |
| 3.  | Bulgaria   | 9  | 5 | 3 | 2 | 11 | 6  | 1,833 | 395 | 368 | 1,073 |
| 4.  | Finlandia  | 6  | 5 | 2 | 3 | 9  | 12 | 0,750 | 453 | 471 | 0,961 |
| 5.  | Cuba       | 3  | 5 | 1 | 4 | 6  | 13 | 0,461 | 392 | 436 | 0,899 |
| 6.  | Porto Rico | 1  | 5 | 0 | 5 | 3  | 15 | 0,200 | 331 | 435 | 0,760 |

### Seconda fase
| Girone E    | Girone F  | Girone G    | Girone H  |
| ----------- | --------- | ----------- | --------- |
| Finlandia   | Australia | Bulgaria    | Argentina |
| Italia      | Belgio    | Canada      | Francia   |
| Paesi Bassi | Brasile   | Iran        | Serbia    |
| Russia      | Slovenia  | Stati Uniti | Polonia   |

#### Girone E

##### Risultati
| 21 settembre 2018 Mediolanum Forum, Assago Durata: 1h:17 - Spettatori: 5 425  | Paesi Bassi | 0 - 3 | Russia      | 17-25, 16-25, 21-25               |
| 21 settembre 2018 Mediolanum Forum, Assago Durata: 1h:24 - Spettatori: 12 610 | Italia      | 3 - 0 | Finlandia   | 25-20, 25-18, 25-16               |
| 22 settembre 2018 Mediolanum Forum, Assago Durata: 1h:45 - Spettatori: 8 953  | Paesi Bassi | 3 - 1 | Finlandia   | 25-19, 23-25, 25-16, 25-13        |
| 22 settembre 2018 Mediolanum Forum, Assago Durata: 2h:18 - Spettatori: 12 875 | Russia      | 3 - 2 | Italia      | 19-25, 25-18, 25-21, 19-25, 15-11 |
| 23 settembre 2018 Mediolanum Forum, Assago Durata: 1h:22 - Spettatori: 9 576  | Russia      | 3 - 0 | Finlandia   | 25-17, 25-19, 25-22               |
| 23 settembre 2018 Mediolanum Forum, Assago Durata: 1h:51 - Spettatori: 12 785 | Italia      | 3 - 1 | Paesi Bassi | 16-25, 25-20, 27-25, 25-15        |

##### Classifica
| Pos | Squadra     | Pt | G | V | P | SV | SP | Ratio | PF  | PS  | Ratio |
| --- | ----------- | -- | - | - | - | -- | -- | ----- | --- | --- | ----- |
| 1.  | Italia      | 22 | 8 | 7 | 1 | 23 | 6  | 3,833 | 691 | 568 | 1,216 |
| 2.  | Russia      | 18 | 8 | 6 | 2 | 21 | 8  | 2,625 | 675 | 578 | 1,167 |
| 3.  | Paesi Bassi | 14 | 8 | 5 | 3 | 16 | 15 | 1,066 | 692 | 661 | 1,046 |
| 4.  | Finlandia   | 6  | 8 | 2 | 6 | 10 | 21 | 0,476 | 638 | 719 | 0,887 |

#### Girone F

##### Risultati
| 21 settembre 2018 PalaDozza, Bologna Durata: 1h:26 - Spettatori: 3 800 | Brasile   | 3 - 0 | Australia | 25-21, 25-22, 25-15               |
| 21 settembre 2018 PalaDozza, Bologna Durata: 1h:48 - Spettatori: 3 500 | Belgio    | 0 - 3 | Slovenia  | 26-28, 26-28, 19-25               |
| 22 settembre 2018 PalaDozza, Bologna Durata: 1h:36 - Spettatori: 5 100 | Australia | 0 - 3 | Belgio    | 26-28, 26-28, 20-25               |
| 22 settembre 2018 PalaDozza, Bologna Durata: 1h:29 - Spettatori: 5 250 | Slovenia  | 0 - 3 | Brasile   | 22-25, 21-25, 16-25               |
| 23 settembre 2018 PalaDozza, Bologna Durata: 2h:15 - Spettatori: 5 000 | Slovenia  | 2 - 3 | Australia | 25-23, 20-25, 25-19, 22-25, 11-15 |
| 23 settembre 2018 PalaDozza, Bologna Durata: 2h:11 - Spettatori: 5 250 | Belgio    | 2 - 3 | Brasile   | 25-22, 25-23, 19-25, 15-25, 12-15 |

##### Classifica
| Pos | Squadra   | Pt | G | V | P | SV | SP | Ratio | PF  | PS  | Ratio |
| --- | --------- | -- | - | - | - | -- | -- | ----- | --- | --- | ----- |
| 1.  | Brasile   | 19 | 8 | 7 | 1 | 22 | 8  | 2,750 | 699 | 618 | 1,131 |
| 2.  | Belgio    | 14 | 8 | 4 | 4 | 16 | 14 | 1,142 | 667 | 657 | 1,015 |
| 3.  | Slovenia  | 13 | 8 | 4 | 4 | 17 | 16 | 1,062 | 722 | 716 | 1,008 |
| 4.  | Australia | 9  | 8 | 3 | 5 | 12 | 19 | 0,631 | 665 | 701 | 0,948 |

#### Girone G

##### Risultati
| 21 settembre 2018 Arena Armeec, Sofia Durata: 1h:39 - Spettatori: 650   | Stati Uniti | 3 - 1 | Canada      | 25-17, 25-14, 21-25, 25-17        |
| 21 settembre 2018 Arena Armeec, Sofia Durata: 1h:33 - Spettatori: 7 250 | Bulgaria    | 3 - 0 | Iran        | 25-19, 28-26, 26-24               |
| 22 settembre 2018 Arena Armeec, Sofia Durata: 2h:07 - Spettatori: 600   | Iran        | 2 - 3 | Canada      | 20-25, 25-20, 15-25, 25-23, 12-15 |
| 22 settembre 2018 Arena Armeec, Sofia Durata: 1h:27 - Spettatori: 8 400 | Bulgaria    | 0 - 3 | Stati Uniti | 20-25, 20-25, 18-25               |
| 23 settembre 2018 Arena Armeec, Sofia Durata: 1h:32 - Spettatori: 500   | Stati Uniti | 3 - 0 | Iran        | 25-23, 26-24, 26-24               |
| 23 settembre 2018 Arena Armeec, Sofia Durata: 2h:04 - Spettatori: 5 500 | Bulgaria    | 2 - 3 | Canada      | 19-25, 14-25, 25-21, 25-19, 10-15 |

##### Classifica
| Pos | Squadra     | Pt | G | V | P | SV | SP | Ratio | PF  | PS  | Ratio |
| --- | ----------- | -- | - | - | - | -- | -- | ----- | --- | --- | ----- |
| 1.  | Stati Uniti | 22 | 8 | 8 | 0 | 24 | 6  | 4,000 | 704 | 585 | 1,203 |
| 2.  | Canada      | 13 | 8 | 5 | 3 | 18 | 14 | 1,285 | 712 | 694 | 1,025 |
| 3.  | Bulgaria    | 13 | 8 | 4 | 4 | 16 | 12 | 1,333 | 625 | 617 | 1,012 |
| 4.  | Iran        | 12 | 8 | 4 | 4 | 14 | 16 | 0,875 | 674 | 664 | 1,015 |

#### Girone H

##### Risultati
| 21 settembre 2018 Palazzo della cultura e dello sport, Varna Durata: 2h:15 - Spettatori: 420   | Serbia  | 3 - 2 | Francia   | 22-25, 26-24, 25-20, 18-25, 18-16 |
| 21 settembre 2018 Palazzo della cultura e dello sport, Varna Durata: 2h:27 - Spettatori: 890   | Polonia | 2 - 3 | Argentina | 25-16, 19-25, 23-25, 25-23, 14-16 |
| 22 settembre 2018 Palazzo della cultura e dello sport, Varna Durata: 1h:27 - Spettatori: 340   | Serbia  | 3 - 0 | Argentina | 25-18, 25-22, 25-22               |
| 22 settembre 2018 Palazzo della cultura e dello sport, Varna Durata: 1h:44 - Spettatori: 820   | Polonia | 1 - 3 | Francia   | 15-25, 18-25, 25-23, 18-25        |
| 23 settembre 2018 Palazzo della cultura e dello sport, Varna Durata: 1h:46 - Spettatori: 370   | Francia | 3 - 1 | Argentina | 25-16, 25-20, 26-28, 25-19        |
| 23 settembre 2018 Palazzo della cultura e dello sport, Varna Durata: 1h:15 - Spettatori: 1 020 | Polonia | 3 - 0 | Serbia    | 25-17, 25-16, 25-14               |

##### Classifica
| Pos | Squadra   | Pt | G | V | P | SV | SP | Ratio | PF  | PS  | Ratio |
| --- | --------- | -- | - | - | - | -- | -- | ----- | --- | --- | ----- |
| 1.  | Polonia   | 19 | 8 | 6 | 2 | 21 | 9  | 2,333 | 702 | 593 | 1,183 |
| 2.  | Serbia    | 17 | 8 | 6 | 2 | 20 | 12 | 1,666 | 707 | 677 | 1,044 |
| 3.  | Francia   | 18 | 8 | 5 | 3 | 21 | 12 | 1,750 | 765 | 688 | 1,111 |
| 4.  | Argentina | 8  | 8 | 3 | 5 | 14 | 19 | 0,736 | 725 | 751 | 0,965 |

### Terza fase
| Girone I    | Girone J |
| ----------- | -------- |
| Brasile     | Italia   |
| Russia      | Polonia  |
| Stati Uniti | Serbia   |

#### Girone I

##### Risultati
| 26 settembre 2018 Palasport Olimpico, Torino Durata: 2h:17 - Spettatori: 8 950  | Brasile     | 3 - 2 | Russia      | 20-25, 21-25, 25-22, 25-23, 15-12 |
| 27 settembre 2018 Palasport Olimpico, Torino Durata: 1h:32 - Spettatori: 8 250  | Stati Uniti | 3 - 0 | Russia      | 25-22, 25-23, 25-23               |
| 28 settembre 2018 Palasport Olimpico, Torino Durata: 1h:23 - Spettatori: 11 500 | Brasile     | 3 - 0 | Stati Uniti | 25-20, 25-18, 25-19               |

##### Classifica
| Pos | Squadra     | Pt | G | V | P | SV | SP | Ratio | PF  | PS  | Ratio |
| --- | ----------- | -- | - | - | - | -- | -- | ----- | --- | --- | ----- |
| 1.  | Brasile     | 5  | 2 | 2 | 0 | 6  | 2  | 3,000 | 181 | 164 | 1,103 |
| 2.  | Stati Uniti | 3  | 2 | 1 | 1 | 3  | 3  | 1,000 | 132 | 143 | 0,923 |
| 3.  | Russia      | 1  | 2 | 0 | 2 | 2  | 6  | 0,333 | 175 | 181 | 0,966 |

#### Girone J

##### Risultati
| 26 settembre 2018 Palasport Olimpico, Torino Durata: 1h:22 - Spettatori: 11 700 | Italia  | 0 - 3 | Serbia  | 15-25, 20-25, 18-25               |
| 27 settembre 2018 Palasport Olimpico, Torino Durata: 1h:36 - Spettatori: 8 950  | Polonia | 3 - 0 | Serbia  | 28-26, 28-26, 25-22               |
| 28 settembre 2018 Palasport Olimpico, Torino Durata: 1h:53 - Spettatori: 12 011 | Italia  | 3 - 2 | Polonia | 14-25, 25-21, 18-25, 25-17, 15-11 |

##### Classifica
| Pos | Squadra | Pt | G | V | P | SV | SP | Ratio | PF  | PS  | Ratio |
| --- | ------- | -- | - | - | - | -- | -- | ----- | --- | --- | ----- |
| 1.  | Polonia | 4  | 2 | 1 | 1 | 5  | 3  | 1,666 | 180 | 171 | 1,052 |
| 2.  | Serbia  | 3  | 2 | 1 | 1 | 3  | 3  | 1,000 | 149 | 134 | 1,111 |
| 3.  | Italia  | 2  | 2 | 1 | 1 | 3  | 5  | 0,600 | 150 | 174 | 0,862 |

### Fase finale
|  | Semifinali | Semifinali  | Semifinali |                 |    | Finale  | Finale      | Finale |
|  |            |             |            |                 |    |         |             |        |
|  | 1A         | Brasile     | 3          |                 |    |         |             |        |
|  | 1A         | Brasile     | 3          |                 |    |         |             |        |
|  | 2B         | Serbia      | 0          |                 |    |         |             |        |
|  | 2B         | Serbia      | 0          |                 | 1A | Brasile | 0           |        |
|  |            |             |            |                 | 1A | Brasile | 0           |        |
|  |            |             |            |                 |    | 1B      | Polonia     | 3      |
|  | 1B         | Polonia     | 3          |                 |    | 1B      | Polonia     | 3      |
|  | 1B         | Polonia     | 3          |                 |    |         |             |        |
|  | 2A         | Stati Uniti | 2          |                 |    |         |             |        |
|  | 2A         | Stati Uniti | 2          | Finale 3° posto |    |         |             |        |
|  |            |             |            |                 |    |         |             |        |
|  |            |             |            |                 |    | 2B      | Serbia      | 1      |
|  |            |             |            |                 |    | 2B      | Serbia      | 1      |
|  |            |             |            |                 |    | 2A      | Stati Uniti | 3      |

#### Semifinali
| 29 settembre 2018 Palasport Olimpico, Torino Durata: 1h:28 - Spettatori: 11 509 | Brasile | 3 - 0 | Serbia      | 25-22, 25-21, 25-22               |
| 29 settembre 2018 Palasport Olimpico, Torino Durata: 2h:26 - Spettatori: 11 800 | Polonia | 3 - 2 | Stati Uniti | 25-22, 20-25, 23-25, 25-20, 15-11 |

#### Finale 3º posto
| 30 settembre 2018 Palasport Olimpico, Torino Durata: 2h:06 - Spettatori: 12 011 | Serbia | 1 - 3 | Stati Uniti | 25-23, 17-25, 30-32, 19-25 |

#### Finale
| 30 settembre 2018 Palasport Olimpico, Torino Durata: 1h:37 - Spettatori: 12 011 | Brasile | 0 - 3 | Polonia | 26-28, 20-25, 23-25 |

## Classifica finale
| Pos | Squadra         | Rosa |
| --- | --------------- | --- |
|     | Polonia         | Formazione: 1 Nowakowski, 3 Konarski, 6 Kurek, 7 Szalpuk, 8 Schulz, 10 Wojtaszek, 11 Drzyzga, 12 Łomacz, 13 Kubiak, 14 Śliwka, 15 Kochanowski, 17 Zatorski, 18 Kwolek, 20 Kwolek, CT: Heynen                      |
|     | Brasile         | Formazione: 1 de Rezende, 2 Santos, 3 Carbonera, 5 Lóh, 7 Arjona, 8 W. de Souza, 9 Hoss, 12 Fonteles, 13 M. de Souza, 14 D. de Souza, 15 Barreto, 16 Saatkamp, 17 Guerra, 22 Nascimento, CT: Dal Zotto            |
|     | Stati Uniti     | Formazione: 1 Anderson, 2 Russell, 3 Sander, 4 Jendryk, 7 K. Shoji, 10 McDonnell, 11 Christenson, 12 Holt, 13 Patch, 18 Langlois, 19 Averill, 20 Smith, 21 Watten, 22 E. Shoji, CT: Speraw                        |
| 4.  | Serbia          | Formazione: 1 Okolić, 2 Kovačević, 3 Katić, 4 Petrić, 7 Krsmanović, 8 Ivović, 9 Jovović, 14 Atanasijević, 16 Luburić, 17 Majstorović, 18 Podraščanin, 19 Rosić, 20 Lisinac, 21 Kostić, CT: Grbić                  |
| 5.  | Italia          | Formazione: 1 Candellaro, 2 Randazzo, 4 Baranowicz, 5 Juantorena, 6 Giannelli, 7 Rossini, 8 Mazzone, 9 Zaytsev, 10 Lanza, 12 Cester, 13 Colaci, 15 Maruotti, 17 Anzani, 20 Nelli, CT: Blengini                    |
| 6.  | Russia          | Formazione: 2 Vlasov, 4 Vol'vič, 5 Grankin, 7 Volkov, 8 Rodičev, 9 Berežko, 10 Sokolov, 12 But'ko, 13 Musėrskij, 15 Poletaev, 16 Verbov, 17 Michajlov, 18 Kljuka, 20 Kurkaev, CT: Šljapnikov                      |
| 7.  | Francia         | Formazione: 2 Grebennikov, 4 Patry, 6 Toniutti, 7 Tillie, 8 Lyneel, 9 N'Gapeth, 10 Le Roux, 11 Brizard, 12 Boyer, 14 Le Goff, 15 Mouiel, 16 Bultor, 18 Rossard, 21 Chinenyeze, CT: Tillie                         |
| 8.  | Paesi Bassi     | Formazione: 1 Van Haarlem, 2 Keemink, 3 van Garderen, 4 ter Horst, 5 Sparidans, 6 Diefenbach, 7 Jorna, 10 Rauwerdink, 12 Smit, 14 Abdel-Aziz, 15 Koelewijn, 16 ter Maat, 17 Parkinson, 19 Dronkers, CT: Vermeulen |
| 9.  | Canada          | Formazione: 1 Sanders, 2 Perrin, 3 Marshall, 4 Hoag, 5 Van Berkel, 7 Maar, 8 Blankenau, 9 DeRocco, 10 Vernon-Evans, 11 Jansen VanDoorn, 16 Sclater, 17 Vigrass, 19 Bann, 20 Szwarc, CT: Antiga                    |
| 10. | Belgio          | Formazione: 1 Van Den Dries, 2 Tuerlinckx, 3 Deroo, 4 D'Hulst, 5 Grobelny, 6 Stuer, 7 Lecat, 8 Klinkenberg, 9 Verhees, 10 Van de Voorde, 14 Ribbens, 16 Valkiers, 17 Rousseaux, 22 Coolman, CT: Anastasi          |
| 11. | Bulgaria        | Formazione: 2 Gradinarov, 3 Dimitrov, 5 Gocev, 6 Penčev, 7 Učikov, 8 Skrimov, 9 Seganov, 10 Bratoev, 12 Josifov, 13 Salparov, 14 Todorov, 17 Penčev, 18 Nikolov, 21 Karakašev, CT: Konstantinov                   |
| 12. | Slovenia        | Formazione: 1 Štern, 2 Pajenk, 4 Kozamernik, 5 Šket, 6 Gasparini, 8 Pavlović, 9 Vinčić, 10 Štalekar, 12 Klobučar, 13 Kovačič, 14 Toman, 16 Ropret, 17 Urnaut, 18 Čebulj, CT: Kovač                                |
| 13. | Iran            | Formazione: 2 Ebadipour, 3 Faezi, 4 Marouf, 5 Ghaemi, 6 Mousavi, 10 Ghafour, 11 Kazemi, 14 Manavinezhad, 16 Shafiei, 18 Vadi, 19 Marandi, 21 Sharifi, 24 Hazratpourtalatappeh, 25 Toukhteh, CT: Kolaković         |
| 14. | Australia       | Formazione: 1 Graham, 2 Dosanjh, 4 Sanderson, 5 Passier, 7 Peacock, 8 O'Dea, 9 Staples, 11 Perry, 12 Mote, 13 Walker, 15 Smith, 17 Carroll, 18 Williams, 20 Hodges, CT: Lebedew                                   |
| 15. | Argentina       | Formazione: 2 Zanotti, 4 Cavanna, 6 Poglajen, 7 Conte, 8 Loser, 10 J.L. González, 11 Solé, 12 Lima, 14 Crer, 15 De Cecco, 16 A. González, 17 López, 18 Ramos, 22 Fernández, CT: Velasco                           |
| 16. | Finlandia       | Formazione: 2 Tervaportti, 3 Esko, 4 Kerminen, 6 Ronkainen, 7 Suihkonen, 8 Krastins, 9 Siirilä, 10 Sivula, 11 Sinkkonen, 14 Kaurto, 15 Porkka, 16 Kaislasalo, 19 Breilin, 22 Mäkinen, CT: Sammelvuo               |
| 17. | Giappone        | Formazione: 1 Ōtake, 3 Fujii, 5 Fukuzawa, 6 Yamauchi, 8 Yanagida, 9 Ide, 10 Koga, 11 Nishida, 14 Ishikawa, 15 Ri, 17 Fushimi, 18 Sekita, 19 Asano, 25 Onodera, CT: Nakagaichi                                     |
| 18. | Cuba            | Formazione: 2 Melgarejo, 3 Yant, 5 Concepción, 7 García, 9 Osoria, 10 Gutiérrez, 11 Taboada, 12 Herrera, 14 Goide, 15 León, 17 Alonso, 18 López, CT: Vives                                                        |
| 19. | Camerun         | Formazione: 2 Awal, 3 Engala, 4 Hassana, 6 Dolegombai, 8 Charles Engohe, 9 Ndongo, 10 Sali Hilé, 11 Bikoi-Bi-Nkot, 12 Moto, 13 Mayam, 14 Wounembaina, 15 Kody, 16 Fossi, 17 Feughouo, CT: Re Niof Blaise          |
| 20. | Egitto          | Formazione: 2 Abdalsalam, 3 Elhalim, 4 Abdelhay, 5 Seoudy, 6 Aly, 7 Ewais, 9 Atia, 10 Masoud, 11 A. Mohamed, 12 Abdalla, 14 Hassan, 15 Abdelaal, 18 Shafik, 19 M. Mohamed, CT: Moselhy                            |
| 21. | Porto Rico      | Formazione: 2 Goás, 3 Guzmán, 4 Del Valle, 5 Nieves, 6 Pérez, 8 Rivera, 10 Cruz, 11 Torres, 13 Sánchez, 14 Vázquez, 15 Rodríguez, 17 Colón, 22 Sierra, 24 Cabrera, CT: Antonetti                                  |
| 22. | Cina            | Formazione: 2 Jiang, 3 Mao, 5 Zhang B.l., 7 Zhang J.y., 9 Yu, 10 Ji, 11 Haixiang, 13 Chen, 15 Tang, 16 Tong, 17 Liu, 20 Rao, 21 Miao, 27 Ma, CT: Lozano                                                           |
| 23. | Tunisia         | Formazione: 1 Ridene, 2 Kadhi, 5 Ben Tara, 6 Miladi, 7 Karamosli, 8 Miladi, 9 Allah Hmissi, 10 Nagga, 11 Zouari, 12 Taouerghi, 16 Ben Slimene, 18 Bongui, 20 Agrebi, 22 Mrabet, CT: Giacobbe                      |
| 24. | Rep. Dominicana | Formazione: 1 Tapia, 2 Valdéz, 3 Contreras, 5 Miéses, 8 López, 9 Tolentino, 10 Abréu, 11 Cáceres, 13 Mercedes, 14 Romero, 15 Paulino, 16 González, 17 Pérez, 19 Cruz, CT: Gutiérrez                               |

## Premi individuali
| Premio                | Nome              | Squadra     |
| --------------------- | ----------------- | ----------- |
| MVP                   | Bartosz Kurek     | Polonia     |
| Miglior palleggiatore | Micah Christenson | Stati Uniti |
| Miglior opposto       | Matthew Anderson  | Stati Uniti |
| Miglior schiacciatore | Michał Kubiak     | Polonia     |
| Miglior schiacciatore | Douglas de Souza  | Brasile     |
| Miglior centrale      | Piotr Nowakowski  | Polonia     |
| Miglior centrale      | Lucas Saatkamp    | Brasile     |
| Miglior libero        | Paweł Zatorski    | Polonia     |